# NWA North American Tag Team Championship (Amarillo version)
L'NWA North American Tag Team Championship (Amarillo version) è stato un titolo di wrestling promosso dalla federazione NWA Western States, territorio della National Wrestling Alliance (NWA).
Il titolo fu attivo dal 1963 al 1967, quando fu ritirato e sostituito nel territorio dal NWA World Tag Team Championship.

## Storia
Il titolo fa parte di una serie di riconoscimenti con lo stesso nome promossi dai territori della NWA. Il territorio di Amarillo, gestito dalla NWA Western States, fu il primo a promuovere stabilmente una sua versione nel 1963, quando Tokyo Tom e Sputnik Monroe, allora detentori del NWA Southwest States Tag Team Championship, iniziarono ad essere annunciati come campioni nordamericani, dando di fatto vita alla prima versione di questo titolo. 
A partire dal 1966 il titolo perse importanza in favore della versione locale del NWA World Tag Team Championship, fin quando i Von Brauner, allora detentori di entrambi i riconoscimenti, smisero di difenderlo, rendendolo di fatto disattivato. 

## Albo d'oro
| Legenda  |                                                                               |
| -------- | ----------------------------------------------------------------------------- |
| #        | Indica il numero del regno titolato                                           |
| Regno    | Viene indicato il numero del regno del campione                               |
| Data     | La data in cui il titolo è stato vinto                                        |
| Località | Indica il luogo in cui il titolo è stato vinto                                |
| Note     | Indica notizie particolari riguardanti i cambi di titolo o altre informazioni |

| #  | Campione                             | Regno | Data             | Giorni | Località        | Evento     | Note | Fonti |
| -- | ------------------------------------ | ----- | ---------------- | ------ | --------------- | ---------- | --- | ----- |
| 1  | Tokyo Tom e Sputnik Monroe           | 1     | settembre 1963   | --     | --              | --         | I due detenevano il NWA Southwest States Tag Team Championship, ma a partire dal settembre 1963 iniziarono ad essere promossi come detentori del nuovo titolo.                     |       |
| —  | Vacante                              | —     | ottobre 1963     | —      | —               | —          | Il titolo fu reso vacante in seguito allo split dei campioni. |       |
| 2  | Dory Funk e Dory Funk Jr.            | 1     | 7 novembre 1963  | --     | Amarillo, Texas | House show | In un torneo per riassegnare il titolo vacante, sconfiggendo in finale Karate Shibuya e Tokyo Tom.                                                                                 |       |
| —  | Vacante                              | —     | gennaio 1964     | —      | —               | —          | Il titolo fu reso vacante per mancata difesa. |       |
| 3  | Fritz Von Erich e Larry Hennig       | 1     | 5 febbraio 1964  | 42     | Lubbock, Texas  | House show | In un torneo per riassegnare il titolo vacante, sconfiggendo in finale Wahoo McDaniel e Dan Miller.                                                                                |       |
| 4  | Larry Hennig (2) e The Viking        | 1     | 18 marzo 1964    | --     | Lubbock, Texas  | House show | Sconfiggendo Von Erich e Ken Lucas in uno spareggio quando i due campioni si divisero e scelsero dei nuovi partner.                                                                |       |
| —  | Vacante                              | —     | luglio 1964      | —      | —               | —          | Il titolo fu reso vacante per mancata difesa. |       |
| 5  | Bill Miller e Dan Miller             | 1     | 22 luglio 1964   | 35     | Lubbock, Texas  | House show | In uno spareggio per riassegnare i titoli vacanti contro Dory Funk e Dory Funk Jr.                                                                                                 |       |
| 6  | Dory Funk Jr. (2) e Ricky Romero     | 1     | 26 agosto 1964   | 83     | Lubbock, Texas  | House show | |       |
| 7  | Art Nelson e Red Raider              | 1     | 17 novembre 1964 | 65     | Odessa, Texas   | House show | |       |
| 8  | Ken Lucas e Sputnik Monroe (2)       | 1     | 21 gennaio 1965  | --     | Amarillo, Texas | House show | |       |
| —  | Vacante                              | —     | marzo 1965       | —      | —               | —          | Il titolo fu reso vacante per motivi non noti. |       |
| 9  | John Tolos e Sato                    | 1     | 15 aprile 1965   | --     | Amarillo, Texas | House show | In uno spareggio per riassegnare i titoli vacanti contro Don Curtis e Joe Scarpa.                                                                                                  |       |
| —  | Vacante                              | —     | giugno 1965      | —      | —               | —          | Il titolo fu reso vacante quando Sato tornò in Corea. |       |
| 10 | Dory Funk Jr. (3) e Ricky Romero (2) | 2     | 20 luglio 1965   | 177    | El Paso, Texas  | House show | In un torneo per riassegnare il titolo vacante, sconfiggendo in finale Mike DiBiase e Tarzan Tyler.                                                                                |       |
| 11 | Wahoo McDaniel e Terry Funk          | 1     | 13 gennaio 1966  | 49     | Amarillo, Texas | House show | |       |
| —  | Vacante                              | —     | 3 marzo 1966     | —      | —               | —          | Il titolo fu reso vacante in seguito ad un finale controverso di una difesa titolata contro Don Jardine e Dutch Savage.                                                            |       |
| 12 | Don Jardine e Dutch Savage           | 1     | 10 marzo 1966    | 62     | Amarillo, Texas | House show | In uno spareggio per riassegnare il titolo vacante contro McDaniel e Funk. |       |
| 13 | Dan Miller (2) e Ricky Romero (3)    | 1     | 11 maggio 1966   | --     | Lubbock, Texas  | House show | |       |
| —  | Vacante                              | —     | luglio 1966      | —      | —               | —          | Il titolo fu reso vacante quando Miller partì per un tour in Australia. |       |
| 14 | Dory Funk Jr. (4) e Terry Funk (2)   | 1     | 11 agosto 1966   | 97     | Amarillo, Texas | House show | In uno spareggio per riassegnare il titolo vacante contro Bob Brown e Mike DiBiase.                                                                                                |       |
| 15 | Killer Karl Kox e Prof. Tanaka       | 1     | 16 novembre 1966 | 21     | Lubbock, Texas  | House show | |       |
| 16 | Terry Funk (3) e Dan Miller (3)      | 1     | 7 dicembre 1966  | 77     | Lubbock, Texas  | House show | |       |
| 17 | Medic #1 e Medic #2                  | 1     | 22 febbraio 1967 | 106    | Lubbock, Texas  | House show | |       |
| 18 | Jerry Kozak e Dan Miller (4)         | 1     | 8 giugno 1967    | --     | Amarillo, Texas | House show | |       |
| —  | Vacante                              | —     | 1967             | —      | —               | —          | Il titolo fu reso vacante per motivi non noti. Durante questo periodo Dory Funk Jr. e The Lawman vennero promossi come campioni, ma non sono mai stati riconosciuti ufficialmente. |       |
| 19 | Medic #1 (2) e Jack Cain             | 1     | 17 luglio 1967   | 35     | El Paso, Texas  | House show | In un torneo per riassegnare il titolo vacante. |       |
| 20 | Dory Funk Jr. (5) e Terry Funk (4)   | 2     | 21 agosto 1967   | --     | El Paso, Texas  | House show | |       |
| —  | Vacante                              | —     | agosto 1967      | —      | —               | —          | Il titolo fu reso vacante per motivi non noti. |       |
| 21 | Dr. Blood e Medic #1 (3)             | 1     | 5 settembre 1967 | 62     | Odessa, Texas   | House show | In un torneo per riassegnare il titolo vacante. |       |
| 22 | Gory Guerrero e Luis Hernandez       | 1     | 6 novembre 1967  | 9      | El Paso, Texas  | House show | |       |
| 23 | Karl Von Brauner e Kurt Von Brauner  | 1     | 15 novembre 1967 | --     | Lubbock, Texas  | House show | I due detenevano anche la versione locale del NWA World Tag Team Championship, iniziandola a promuovere maggiormente.                                                              |       |
| —  | Disattivato                          | —     | 1967             | —      | —               | —          | Il titolo smise di essere promosso ed è considerato disattivato. |       |